# Бразилія (фільм)
«Бразилія» (англ. Brazil) — британська трагікомедійна антиутопія Террі Гілліама, що вийшла 1985 року. Сценарій картини написали спільно Террі Гілліам, Том Стоппард і Чарльз МакКаун. Попри назву, події відбуваються не в Бразилії, а у вигаданій країні. Бразилія лише згадується у лейтмотиві фільму, пісні «Aquarela do Brasil», написаній у 1939 році.
Фільм вперше показали 22 лютого 1985 року. Переклад та озвучення українською мовою зроблено студією «Цікава ідея» на замовлення Hurtom.com у січні 2013 року.

## Сюжет
Події відбуваються в антиутопічній державі, де панує бюрократія. Все начебто підпорядковано суворому розпорядку, та насправді різні бюро і міністерства діють недоладно. Повсюди працюють гротескні машини та стоять телекамери, що слідкують за громадянами, й телевізори, звідки ведеться пропаганда. Фільм починається з інтерв'ю заступника міністра Міністерства інформації, що розповідає про боротьбу з терористами, які заважають мирному й щасливому життю. В цей час працівник Міністерства інформації вбиває муху, яка залетіла до кабінету. Комаха падає в друкарську машинку, через що в прізвищі в документі з'являється помилка — Баттл замість Таттл. Через це замість терориста Арчибальда Таттла арештовують якогось Баттла і відправляють в Міністерство інформації на допит.
Сему Лорі пропонують підвищення в Міністерстві інформації, яке стало можливим через його впливову мати, і яка наполягає, щоб він погодився. У Сема вдома ламається кондиціонер, але техслужба не може йому допомогти, адже їй бракує працівників. На виклик несподівано прибуває Арчибальд Таттл, який виконує улюблену роботу потай, але оголошений за це терористом. Слідом приходять справжні майстри, котрих Сем проганяє, вимагаючи довідки. Арчибальд, подякувавши, тікає.
Наступного ранку Сем дізнається, що Баттла стратили через помилку в прізвищі, ще й виписали вдові переплату за допит. Сем вирушає доставити чек та впізнає в сусідці Джілл жінку зі своїх снів. Шукаючи її, Лорі довідується, що Джілл подала заяву про хибний арешт. 
Сема мучить совість, на балу в його матері йому ввижається вдова Баттла. Він приймає пропозицію підвищення і приходить в Міністерство інформації. Там Сем сподівається знайти дані про Джілл, для чого звертається до різних працівників. Він зустрічає свого знайомого Джека, що працює катом. Саме він і вбив Баттла, проте Джек заперечує свою вину, адже він стратив того чоловіка, що був вказаний в документах. Сем бачить в Міністерстві Джілл, що прийшла з новою заявою, але саме тоді Сем застрягає в ліфті. Він намагається скористатись службовим ліфтом, за що його переслідує поліція. Сем видає себе за конвоїра, що нібито арештовує Джілл, але вона тікає. Побачивши підозри охорони, Сем тікає разом з Джілл. Вона всіляко намагається позбутись Сема, котрий розуміє, що Джілл везе бомбу. Вривається поліція, Сем опиняється в автозаку, думаючи, що туди кинули Джілл.
Лорі не арештовують і сприймають за урядового агента, поки він безуспішно шукає серед затриманих Джілл. За свої витівки він отримує догану від начальства, а квартиру в нього відбирає для ремонту кондиціонера техслужба. Таттл карає майстрів, заливши їх нечистотами з каналізації. Джілл виявляється на свободі, Сем переховує її на квартирі своєї матері, а сам повертається в Міністерство інформації. Скориставшись тим, що всі готуються до Різдва, він пробирається до головного комп'ютера і стирає дані про Джілл.
Повернувшись, Сем потрапляє у засідку. Джілл застрелюють, а його в гамівній сорочці доставляють на допит. Джек, попри хвилювання, береться виконувати свою роботу — катувати Сема. Несподівано до катівні вривається Таттл зі своїми спільниками, застрелює Джека й визволяє Сема. Таттл доручає Сему підірвати Міністерство інформації. Заблукавши після цього в місті, той опиняється в різних місцях зі своїх снів, поки не потрапляє у вантажівку разом із Джілл, що їде в мальовничу долину. Але все це виявляється мареннями збожеволілого від тортур Сема. Втім, його кати здаються — живучи тепер у світі мрій, Сем недосяжний для них.

## У ролях
| Актор          | Персонаж                                                 | Роль                                                                          |
| -------------- | -------------------------------------------------------- | ----------------------------------------------------------------------------- |
| Джонатан Прайс | Сем Лорі (англ. Sam Lowry)                               | головний герой, дрібний клерк                                                 |
| Кім Ґрейст     | Джілл Лейтон (англ. Jill Layton)                         | водій, сусідка Арчибальда Баттла, в яку закохується Сем                       |
| Майкл Пелін    | Джек Лінт (англ. Jack Lint)                              | знайомий Сема, працівник Міністерства інформації                              |
| Роберт де Ніро | Арчибальд «Гаррі» Таттл (англ. Archibald «Harry» Tuttle) | оголошений у розшук майстер, що виконує ремонти таємно, поза основною роботою |
| Кетрін Гелмонд | місіс Іда Лорі (англ. Mrs. Ida Lowry)                    | мати Сема, стара, але регулярно відвідує пластичного хірурга                  |
| Боб Госкінс    | Спур (англ. Spoor)                                       | інженер із опалення, що нанятий урядом і обурюється на Гаррі Таттла           |
| Ієн Голм       | містер Курцман (англ. Mr. Kurtzmann)                     | керівник Сема                                                                 |
| Ієн Річардсон  | містер Воррен (англ. Mr. Warrenn)                        | новий бос Сема в інформаційному пошуку.                                       |
| Пітер Вон      | містер Гелпмен (англ. Mr. Helpmann)                      | заступник міністра інформації                                                 |

### Другорядні ролі
- Джим Бродбент як доктор Луї Яффе, пластичний хірург Айди Лоурі.
- Брайан Міллер як містер Арчібальд Баттл, чоловік ув'язнений і випадково вбитий за злочини Арчібальда Таттла.
- Шейла Рейд у ролі пані Вероніки Баттл, вдови Арчібальда Баттла.
- Барбара Гікс як місіс Алма Терен.
- Кетрін Погсон як Ширлі Терен, дочка Алми.
- Брайан Прингл як спіро, офіціант.
- Деррік О'Коннор як Доусер, партнер Спора.
- Елізабет Спендер як Елісон «Барбара» Лінт, дружина Джека.
- Холлі Гілліам, дочка режисера Террі Гілліама, як Холлі Лінт, дочка Джека.
- Дерек Дедман та Найджел Планер у ролі Білла та Чарлі, робітники, що ремонтують стелю Баттлса.
- Міртл Девениш на посаді секретаря Джека.
- Роджер Ештон-Гріффітс як священик.
- Джек Первіс як доктор Чапман.
- Андре Грегорі як Люк

### Камео
- Співавтор Чарльз МакКаун як Гарві Лайм, співробітник Сема.
- Режисер Террі Гілліам як чоловік, що палить у вежах Shang-ri La Towers.

## Реліз

### Війна за фінальний монтаж
Фільм продюсувала компанія Арнона Мілчана Embassy International Pictures. Оригінальний монтаж фільму Гілліама — 142 хвилини і закінчується поганою кінцівкою. Ця версія вийшла на міжнародному рівні завдяки компанії 20th Century Fox. Дистрибуцією в США займалася Universal, чия версія триває 132 хвилини, де головний герой успішно тікає з Джілл.
Голова Universal Сід Шейнберг наполягав на переробці фільму, щоб дати йому щасливий кінець. За словами Гілліама, продюсер Арнон Мілчан фактично пропонував йому відмовитися від прав на повну версію. Натомість Гілліам і його команда передали відзнятий матеріал компанії Universal, яка взялася за роботу з командою редакторів під керівництвом Шейнберга.
Після тривалої затримки, коли не було ознак, що фільм вийде, Гілліам зробив рекламу на сторінці в журналі «Variety», запитуючи Шейнберга коли він випустить свою версію фільму. Гілліам проводив приватні покази своєї версії «Бразилії» (без схвалення студії) для кіношкол та місцевих критиків у Лос-Анджелесі.
Хоча фільм тоді не виходив офіційно в США, «Бразилія» здобула премію Асоціації кінокритиків Лос-Анджелеса в номінаціях «найкращий фільм», «найкращий режисер» і «найкращий сценарій». Це спонукало Universal нарешті погодитися випустити модифіковану 132-хвилинну версію під наглядом Гілліама в 1985 році.
Робота над фільмом описана в книзі Джека Мет'ю «Війна за „Бразилію“».

## Критика
Фільм отримав загалом позитивні відгуки: Rotten Tomatoes дав оцінку 98 % на основі 54 відгуків від критиків і 89 % від глядачів із середньою оцінкою 4,3/5, Internet Movie Database — 8,0/10 (106 322 голосів), Metacritic — 88/100 (12 відгуків) і 8,5/10 від глядачів.
Поліна Кель у журналі «The New Yorker» дала характеристику фільму: «Террі Гілліам презентує ретро-футуристичне фентезі — меланхолійний, сповнений жартів погляд на жахливість того, де ми зараз, і ще гіршу жахливість того, куди ми прямуємо». Цей фарс на тему «1984» на тему ескапізму зображає англо-американську поліцейську державу «десь у двадцятому столітті», що живе здобутками минулого, та демонструє суперреалістичну неминучість.
Роджер Еберт писав, що «Фільм рясніє продуманими спецефектами, сенсаційними декораціями, апокаліптичними сценами руйнування та загальною відсутністю дисципліни. Таке враження, ніби Гілліам сів і записав усі свої фантазії, не звертаючи уваги на труднощі виробництва, а потім вони були зняті — цього разу, не звертаючи уваги на сенс». Критик вказав на чіткі подібності «Бразилії» та «1984», зауваживши, що в них різний підхід. «Бразилія» виглядає майже як повернення до психоделічних 1960-х років, до анархічного бачення, в якому найкращий спосіб покращити речі — це підірвати їх.